# ENRW Energieversorgung Rottweil
Die ENRW Energieversorgung Rottweil GmbH & Co. KG (ENRW) ist ein Querverbundunternehmen mit den Sparten Strom, Gas, Wasser, Wärme, Energiedienstleistungen und Bäder und hat ihren Sitz in Rottweil. Gesellschafter sind die Stadt Rottweil über den ENRW Eigenbetrieb mit 80 Prozent und die EnBW Kommunale Beteiligungen GmbH mit 20 Prozent.

## Geschichte

### Vorgeschichte

#### Gas
1884 errichtete der Fabrikant Max von Duttenhofer ein Gaswerk in der Katzensteigmühle. 1905 übernahm die Stadt Rottweil das Gaswerk von der Familie Duttenhofer, und 1912 war bereits die Hälfte aller Haushalte in Rottweil an das Gasnetz angeschlossen.
Ende 1965 wurde die Eigenerzeugung von Gas zugunsten des Ferngasbezugs eingestellt. Ab 1970 wurde die Umstellung von Stadtgas auf Erdgas vollzogen, das im Vergleich einen höheren Heizwert aufweist.
1979 übernahmen die Stadtwerke Rottweil die Erdgasversorgung der Stadt Spaichingen und bauten 1983 die Erdgasversorgung in Trossingen auf sowie eine Hochdruck-Erdgasleitung zur Versorgung mehrerer Heuberg-Gemeinden.

#### Strom
1893 baute der Kunstmühlenbesitzer Andreas Lang die Vögelinsmühle zu einem Elektrizitätswerk aus und begann, die Stadt Rottweil mit Strom zu versorgen. Hierfür ersetzte er die beiden Wasserräder der Mühle durch eine Turbine und installierte eine Batterie sowie zwei Generatoren mit je 25 PS. Für die Versorgung der Stadt wurde ein Freileitungs-Dreileiternetz mit einer Gleichspannung von zweimal 110 Volt errichtet.
Bis zur Jahrhundertwende konnten durch das Elektrizitätswerk aufgrund hoher Preise nur etwa 80 Haushalte mit Strom versorgt werden. Nachdem die Preise zurückgingen stieg der Strombedarf weiter an und die Wasserkraft reichte nicht aus, um die verlangte Versorgung zu gewährleisten, weshalb eine Dampfmaschine mit 50 PS und eine Saug-Gasmotorenanlage mit 60 PS hinzugezogen wurden.
Das Elektrizitätswerk brannte 1906 komplett nieder und die Söhne von Andreas Lang, Adolf und Julius Lang, errichteten ein neues Maschinenhaus für die Elektrizitätsanlage. 1908 wollte die Stadt Rottweil das Elektrizitätswerk erstmalig übernehmen, jedoch scheiterte die Übernahme an den unterschiedlichen Preisvorstellungen. Der Strombedarf stieg weiter an, sodass die Eigenproduktion nicht mehr ausreichte, was 1913 zum Bau einer Hochspannungsleitung führte, um die Stadt und umliegende Gemeinden wie Hausen, Horgen, Flözlingen, Stetten und Lackendorf anzubinden.
Zum 1. Juli 1921 übernahm die Stadt Rottweil das Elektrizitätswerk, das 1893 von Andreas Lang aus der Vögelinsmühle ausgebaut worden war. Nach der Übernahme setzte die Stadt mehrere Erweiterungs- und Sanierungsmaßnahmen in ihren Werken um, unter anderem wurden in den ersten Jahren nach der Übernahme die Schaltanlagen verstärkt, Turbinenanlagen verbessert und Trafostationen errichtet. Aufgrund der steigenden Nachfrage nach Strom wurde ab 1923 zusätzlicher Strom vom Überlandwerk Tuttlingen bezogen. Der vorherige Stromliefervertrag mit dem Kraftwerk Laufenburg lief aus.
Bis 1930 wurde das Stromnetz vollständig von Gleichstrom auf Wechselstrom umgestellt.
In den 1940er- und 1950er-Jahren wurde die Stromversorgung auf weitere umliegende Gebiete ausgeweitet und die Versorgung von Neubaugebieten sowie Industrie- und Gewerbeeinrichtungen wurde ausgebaut.

#### Trinkwasserversorgung
1884 wurde im Brunnentäle eine Pumpstation für Wasser mit einem Fassungsvermögen von 500 m³ gebaut. 1915 wurde die alte Pumpstation im Brunnentäle abgerissen, um Platz für ein Kraftwerk zu schaffen. Als Ersatz wurde ein neues Pumpwerk im Eschachtal errichtet. 1958 wurde der Anschluss an die Bodensee-Wasserversorgung fertiggestellt. 1974 folgte die Einweihung des neuen Wasserturms auf der Charlottenhöhe. 1979 übernahmen die Stadtwerke Rottweil die Betriebsführung der Trinkwasserversorgung der Stadt Spaichingen.

#### Wärme
Der Beginn der Wärmeversorgung wurde mit dem ersten Blockheizkraftwerk beim damaligen Hallenbad geschaffen. Die erste Blockheizkraftwerk-Anlage wurde mit dem Ziel errichtet, eine möglichst effiziente und wirtschaftliche Energieversorgung zu gewährleisten. Die Anlage, die mit Gasmotoren betrieben wurde, lieferte Strom sowohl für das Frei- und Hallenbad als auch für ein Neubaugebiet. Im Laufe der Zeit wurde die Wärmeversorgung auf weitere Stadtgebiete Rottweils ausgedehnt. In den späten 1980er-Jahren planten die Stadtwerke, im Ortsteil Hausen eine Holzvergasungsanlage zu errichten und über ein Blockheizkraftwerk Strom und Wärme zu erzeugen. Dieses Vorhaben wurde aufgrund technischer Probleme nicht realisiert und das Blockheizkraftwerk wurde stattdessen mit Erdgas betrieben. Das Werk wurde 1992 in Betrieb genommen.

#### Zusammenschluss der Werke
1927 erfolgte die Neuorganisation der städtischen Werke für Strom, Gas und Wasser zu den Städtischen Betriebswerke (Gas-, Wasser- und Elektrizitätswerk) Rottweil a. N. Die Betriebswerke erhielten 1940 eine neue Satzung und firmierten zu Stadtwerke Rottweil a.N. um.
1986 wurde das städtische Hallenbad zum Sole- und Freizeitbad Aquasol umgebaut und den Stadtwerken Rottweil zugeordnet.

### ENRW Energieversorgung Rottweil
Durch die Einbringung der Stromnetze der EnBW wurden die Stadtwerke Rottweil 1999 in die ENRW Energieversorgung Rottweil GmbH & Co. KG umgewandelt. 2003 folgte die Beteiligung an der Südweststrom GmbH, und 2007 ging das Biogasheizkraftwerk in Rottweil-Hausen in Betrieb. Die Stadt erhöhte 2011 ihren Gesellschaftsanteil auf 80 Prozent und die ENRW stieg im selben Jahr durch Beteiligung an der Baltic Windpark Beteiligungen GmbH & Co. KG in die Windkrafterzeugung ein. In den Jahren 2012 und 2013 wurde ein zweites Umspannwerk in Zimmern ob Rottweil fertiggestellt und das Erdgasnetz in der Region ausgebaut. So erfolgte 2013 der Anschluss der Gemeinde Bubsheim an die Hochdruck-Erdgasleitung auf den Heuberg. 2014 beteiligte sich die ENRW an der Kooperation Erneuerbarer Energien im Landkreis Rottweil, und 2015 wurde das Erdgasnetz um die Gemeinde Reichenbach erweitert.
Der 1974 errichtete Wasserturm wurde 2017 an einen IT-Dienstleister verkauft.
2020 wurde Neukirch an das Erdgasnetz der ENRW angeschlossen. 2023 begann der Bau eines neuen Unternehmenssitzes in Neufra. 2024 wurde der Solarpark Frankenreute, an welchem die ENRW beteiligt ist, nach einer Bauzeit von sechs Monaten in Betrieb genommen. Im selben Jahr begann der Bau des Solarpark Wildenstein. Dieses Projekt zum Bau einer Freiflächen-PV-Anlage wird von der ENRW, der Vento Ludens GmbH, der Volksbank Rottweil und der KlimaRegionRottweil durchgeführt.

## Unternehmensstruktur
Die ENRW Energieversorgung Rottweil GmbH & Co. KG mit Sitz in Rottweil gehört zum ENRW Unternehmensverbund. Die Gesellschafter sind die Stadt Rottweil, vertreten durch den Eigenbetrieb ENRW, mit einem Anteil von 80 Prozent und die EnBW Kommunale Beteiligungen GmbH mit 20 Prozent. Die Stadt Rottweil betreibt zudem den ENRW Eigenbetrieb Stadtentwässerung.
2023 begann die ENRW mit den Bauarbeiten für ihren neuen Unternehmenssitz am Standort Rottweil-Neufra. Das Gebäude soll 2025 bezogen werden und langfristig alle zentralen Unternehmensfunktionen an einem Standort vereinen.
Im Geschäftsjahr 2023 erzielte die ENRW einen Umsatz von über 116,9 Millionen Euro und beschäftigte durchschnittlich 167 Mitarbeiter. Im selben Jahr investierte das Unternehmen 12,8 Millionen Euro in die öffentlichen Versorgungstätigkeit. Von 2019 bis 2023 wurden zudem rund 2,4 Millionen Euro in die Erneuerung des Nieder- und Mittelspannungsnetzes, für neue Umspannstationen und für die Erschließung von Wohnbau- und Gewerbegebieten investiert.

## Geschäftsfelder

### Elektrizität
Das Stromnetzgebiet der Gesellschaft erstreckt sich neben der Stadt Rottweil mit allen Ortsteilen auf die folgenden Städte und Gemeinden in den Landkreisen Rottweil und Schwarzwald-Baar: Deißlingen und Lauffen ob Rottweil, Dietingen, Dunningen Ortsteil Lackendorf, Eschbronn Ortsteil Locherhof, Königsfeld im Schwarzwald Ortsteil Weiler, Niedereschach Ortsteil Fischbach und Zimmern ob Rottweil mit den Ortsteilen Horgen, Flözlingen und Stetten. In den aufgeführten Städten und Gemeinden ist die ENRW Grundversorger für Strom.
Seit der Liberalisierung des Strommarkts bietet die ENRW auch außerhalb ihres Netzgebietes Stromprodukte an. Das Unternehmen erzeugt Energie ausschließlich regenerativ und durch Kraft-Wärme-Kopplung.
Die Stromkreislängen setzen sich aus verschiedenen Freileitungs- und Kabelleitungen zusammen. Stand 2023 entfallen bei den Freileitungen 52 km auf die Mittelspannung, 155 km auf die Niederspannung ohne Hausanschlüsse und 6 km auf Hausanschlussleitungen, was in der Niederspannung insgesamt 161 km ergibt. Die Kabelleitungen umfassen 10 km in der Hochspannung, 243 km in der Mittelspannung sowie 372 km in der Niederspannung ohne Hausanschlüsse und 248 km an Hausanschlussleitungen, sodass die Niederspannung insgesamt 620 km beträgt.

### Erneuerbare Energien
Ende 2014 wurde die Kooperation Erneuerbare Energien Landkreis Rottweil GmbH (KEER) zur Förderung des Ausbaus regenerativer Energien in der Region gegründet. Zur Kooperation gehören neben der ENRW auch die Stadtwerke Schramberg, die EnBW Kommunale Beteiligungen GmbH und Stromversorgung Sulz.

#### Photovoltaik

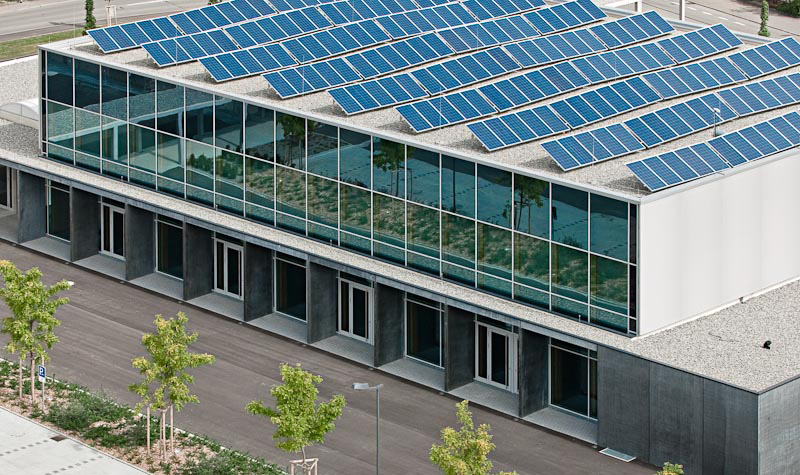
PV-Anlage auf der Rottweiler Stadthalle

Die Photovoltaikanlagen haben eine Leistung von 400 kW und erzeugen jährlich rund 400.000 kWh Strom. Die ENRW betreibt in Rottweil an folgenden Standorten Photovoltaikanlagen:
- Sole- und Freizeitbad Aquasol
- Stadthalle Rottweil
- ENRW-Gebäude In der Au
- ENRW Kläranlage
- Albertus-Magnus-Gymnasium
- Leibniz-Gymnasium
- Kletterhalle K5
- Freibad Rottweil
- Wasserhochbehälter Zimmern

#### Windenergie

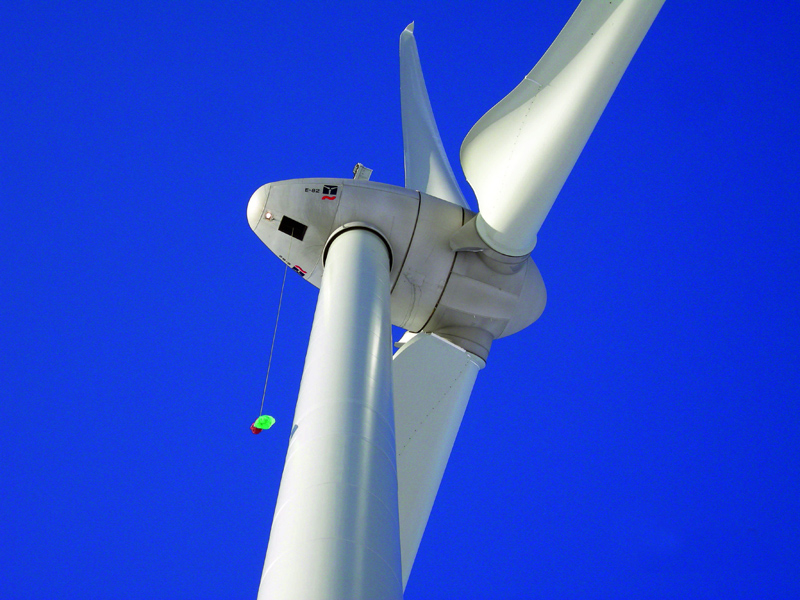
Windpark Auf den Langen, Beteiligung an Windpool Gmb

Das Netzgebiet der ENRW gilt als windarme Gegend. Im Juli 2011 beteiligte sich die ENRW deshalb neben 18 weiteren Stadtwerken an dem Offshore-Windpark Baltic 1 in der Ostsee mit einem Anteil von 500 kW. Insgesamt produziert der gesamte Windpark mit 21 Windkraftanlagen etwa 185 Millionen kWh Strom. Im Januar 2013 beteiligte sich die ENRW an der Windpool GmbH mit einer Leistung von einem Megawatt.
Durch die Beteiligung in Höhe von rund 2 % an der Offshore-Windkraftanlage entfallen auf das Unternehmen etwa 500 kW Leistung und 2 Millionen kWh Strom pro Jahr. Durch die Beteiligung in Höhe von 1 % an der Onshore-Windkraftanlage entfallen auf das Unternehmen etwa 1.000 kW Leistung und ebenfalls 2 Millionen kWh Strom jährlich.

### Gas
Das Gasnetzgebiet der Gesellschaft erstreckt sich neben der Stadt Rottweil mit den Ortsteilen Göllsdorf, Neufra und Neukirch auf die folgenden Städte und Gemeinden in den Landkreisen Rottweil und Tuttlingen: Stadt Spaichingen, Gemeinden Aldingen, Bubsheim, Deilingen, Deißlingen und Lauffen, Denkingen, Frittlingen, Gosheim, Wehingen, Harras, Reichenbach, Wellendingen mit Ortsteil Wilflingen und Zimmern. In den aufgeführten Städten und Gemeinden ist die ENRW Energieversorgung Rottweil GmbH & Co. KG Grundversorger für Gas. Seit der Liberalisierung des Gasmarkts bietet die ENRW auch außerhalb ihres Netzgebietes Gasprodukte an.
Länge des Gasleitungsnetzes einschließlich Hausanschlussleitungen (Stand 2023):
- Hochdrucknetz: 28,5 km
- Mitteldrucknetz: 446,0 km
- Niederdrucknetz: 148,2 km
- Gesamt: 622,7 km

### Wasser
Das Versorgungsgebiet der ENRW mit Trinkwasser umfasst die Stadt Rottweil mit den Ortsteilen Bühlingen, Feckenhausen, Göllsdorf, Hausen, Neufra, Neukirch, Zepfenhan und Hochwald. Das gelieferte Trinkwasser stammt aus einer Quelle im örtlichen Straubeleswald, von den Zweckverbänden Oberer Neckar und Eschachwasserversorgung sowie seit 1958 auch von der Bodensee-Wasserversorgung.
Zum Stichtag 31. Dezember 2023 belief sich die Eigenwasserförderung aus der Quelle Straubeleswald auf 636.742 m³. Zusätzlich wurde Fremdwasser in Höhe von insgesamt 923.127 m³ bezogen, das sich aus 733.727 m³ vom Zweckverband Bodensee-Wasserversorgung, 123.094 m³ vom Zweckverband Oberer Neckar und 66.306 m³ vom Zweckverband Eschachwasserversorgung zusammensetzt. Das Wassernetz umfasst 10,8 km Gewinnungsleitungen, 6,8 km Zubringerleitungen, 149,2 km Versorgungsleitungen und 142,2 km Hausanschlussleitungen, was eine Gesamtlänge von 309 km ergibt.

### Abwasser
Die regionale Abwasserentsorgung wird von der ENRW Eigenbetrieb Stadtentwässerung übernommen. Ihr Klärwerk in Rottweil besteht aus mehreren Gebäuden, Außenbecken und einem Faulturm. Das im Faulturm entstehende Klärgas versorgt die gesamte Anlage mit Wärme und Energie. Jährlich werden 5 Millionen cm³ Wasser in der Kläranlage aufgenommen, davon 1,7 Millionen cm³ Schmutzwasser und der Rest Niederschlagswasser.
Das Kanalsystem beläuft sich auf rund 220 km und das Einzugsgebiet auf 111 m². Angeschlossen an die Kläranlagen sind die Gemeinden Zimmern, Deißlingen und Lauffen sowie die Stadt Rottweil mit den Stadtteilen Göllsdorf, Hausen, Bühlingen, Feckenhausen, Neukirch und Zepfenhan.

#### Verwertung von Klärgas und Klärschlamm
Der ENRW Eigenbetrieb Stadtentwässerung betreibt zwei mit Klärgas betriebene Blockheizkraftwerke in der Kläranlage Rottweil. Der anfallende Klärschlamm wird zunächst entwässert und anschließend durch die Abwärme einer Biogasanlage getrocknet. Das entstehende Produkt verfügt in etwa über den gleichen Heizwert wie Braunkohle. Im Zementwerk Dotternhausen wird der getrocknete Klärschlamm aus Rottweil als regenerativer Brennstoff genutzt, die Asche lässt sich bei der Zementherstellung verwenden.
- Leistung: 200 kW
- Stromerzeugung: ca. 980.000 kWh pro Jahr
- Wärmeerzeugung: ca. 1,4 Millionen kWh pro Jahr

Durch spezifische Verfahren in der Klärschlammbehandlung erzeugt das Klärgas-Blockheizkraftwerk die gesamte benötigte Wärme sowie einen Stromüberschuss.

### Wärme
Die Wärme wird hauptsächlich aus Erdgas und Biomethan in Kraft-Wärme-Kopplungsanlagen und Brennstoffzellen oder durch Pelletheizungen erzeugt. Die ENRW betreibt zwei große Fernwärmenetze in Rottweil-Hausen (10,35 km) und im Rottweiler Wohngebiet Charlottenhöhe (14,9 km) inklusive des dortigen Schulzentrums sowie der Rottweiler Stadthalle. Weitere 34 kleinere Blockheizkraftwerke und 12 Brennwertkessel werden im Versorgungsgebiet betrieben. (Stand: 31. Dezember 2023).
Die Blockheizkraftwerke erzeugen mit einer elektrischen Leistung von etwa 3.700 kW und einer thermischen Leistung von rund 4.700 kW zusammen jährlich etwa 32 Millionen kWh Strom und rund 41 Millionen kWh Wärme. Die Brennstoffzelle leistet elektrisch 5 kW und thermisch 3 kW und produziert jährlich etwa 44.000 kWh Strom sowie insgesamt rund 26.000 kWh Wärme. Die übrigen Anlagen zur Wärmeerzeugung verfügen über eine thermische Leistung von 1.574 kW und erzeugen jährlich rund 14 Millionen kWh Wärme.

#### Biogasheizkraftwerk Rottweil-Hausen

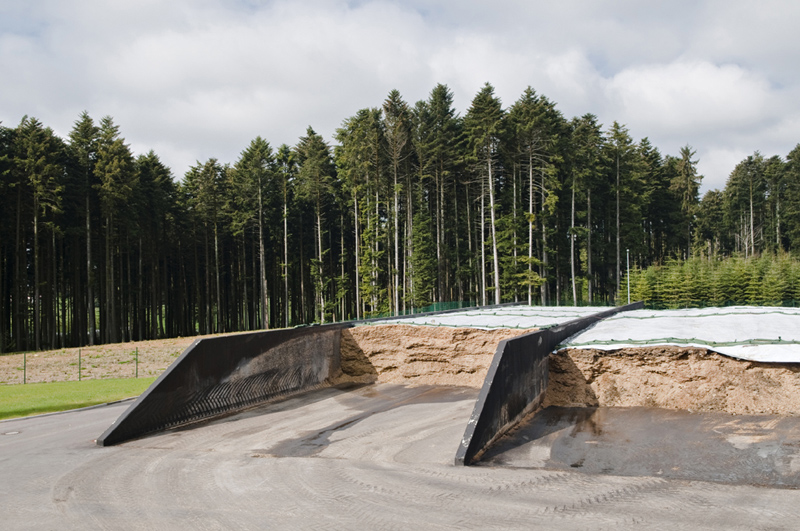
ENRW-Biogasanlage

Das Biogasheizkraftwerk im Rottweiler Ortsteil Hausen wird seit 2007 betrieben. Das Biogasheizkraftwerk wurde auf Grundlage eines wissenschaftlich begleiteten Bürgergutachtens entwickelt und erzeugt pro Jahr umweltschonend Strom für etwa 1.400 Haushalte und Wärme für rund 170 Wohngebäude in Rottweil-Hausen. Örtlich ansässige Landwirte liefern Mais, Getreide und Gras. Durch Vergärung entsteht Biogas, welches von Blockheizkraftwerken in Strom umgewandelt wird. Die Gärreste kommen in einem Stoffkreislauf danach wieder auf die Felder.
- Leistung elektrisch: 526 kW
- Leistung thermisch: 560 kW
- Stromerzeugung: ca. 4,4 Millionen kWh pro Jahr
- Wärmeerzeugung: ca. 5,6 Millionen kWh pro Jahr[40]

Zur Erhöhung der Versorgungssicherheit betreibt die ENRW auf der Biogasanlage außerdem ein Blockheizkraftwerk.

### Energieberatung
Die ENRW berät Bürger herstellerneutral zu Fragen des Energieverbrauchs sowie der Energieeffizienz von Gebäuden. Angeboten werden auch Vor-Ort-Analysen von Gebäuden, Erstellung von Gebäude-Energieausweisen, Gebäudethermografie sowie Blower-Door-Tests. Zudem übernimmt die ENRW die technische Betriebsführung für die Straßenbeleuchtung der Stadt Rottweil.

### Bäder
Die ENRW betreibt als Betriebsführerin im technisch-wirtschaftlichen Querverbund das Sole- und Freizeitbad Aquasol in Rottweil. Es umfasst 25 Meter Sportbecken (28 °C), ein Fitnessbecken (32 °C), ein Nichtschwimmerbecken mit Massagedüsen und Bodensprudlern (30 °C), eine 120 Meter lange Wasserrutsche, ein Planschbecken mit einem Wasserspielplatz, ein Solebecken (35 °C) sowie einen großen Saunabereich im römischen Stil, welcher vom Deutschen Sauna-Bund 2024 die Auszeichnung, 5-Sterne SaunaPremium erhielt. Der Saunabereich verfügt über Dampf- und Warmlufträume sowie einen eigenen Gastronomiebereich. Auch das Rottweiler Freibad wird von der ENRW betrieben und verfügt über ein Kinderplanschbecken, ein beheiztes Nichtschwimmerbecken mit kleiner Rutsche, ein Sportbecken mit Sprunganlage, eine Wärmehalle, Tischtennisplatten, ein Basketballfeld, Beachvolleyball-Felder, Terrassengastronomie, ein Sonnendeck, eine Liegewiese sowie eine Spielwiese mit Wassermatschplatz und Spielgeräten.
Besucherzahlen (Stand: 31. Dezember 2023):
- Aquasol: 212.933
- davon Sauna: 43.835
- Therapie: 5.959
- Freibad: 88.601

- Summe: 351.328

### Verkehr
Im Auftrag der Stadt Rottweil wurden von 1999 bis zum 31. August 2013 die Stadtbuslinien 1 bis 10 betrieben. Das Verkehrsgebiet umfasste räumlich das Gebiet der Stadt Rottweil sowie die Anbindung der Nachbargemeinden Deißlingen, Dunningen und Zimmern. Aufgrund EU-rechtlicher Vorgaben konnte das bisherige Betreibermodell nicht mehr fortgeführt werden und endete mit Ablauf der Konzession zum 31. August 2013. Seit dem 1. September 2013 ist die Stadtbus Rottweil GmbH für den Stadtbus verantwortlich.